# Kalsoyarfjørður
Il Kalsoyarfjørður (IPA: [kalsjaɹˌfjøːɹʊɹ]; danese: Kalsøfjord) è uno stretto delle isole Fær Øer, situato precisamente tra l'isola di Kalsoy a ovest e quella di Kunoy a est.
A nord lo stretto confluisce nell'Atlantico settentrionale, mentre a sud nel Leirvíksfjørður, lo stretto che separa Eysturoy da Borðoy.
Sul Kalsoyarfjørður si affacciano tutti i centri abitati di Kalsoy (Syðradalur, Húsar, Mikladalur e Trøllanes), oltre al villaggio di Kunoy, situato sull'omonima isola.
Un traghetto della Strandfaraskip Landsins attraversa lo stretto da Klaksvík verso Syðradalur e Húsar.